# Municipal Pérez Zeledón
Asociación Deportiva Municipal Pérez Zeledón – kostarykański klub piłkarski z siedzibą w mieście San Isidro, stolicy kantonu Peréz Zeledón.

## Osiągnięcia
- Wicemistrz Kostaryki: 2005
- Puchar Mistrzów Ameryki Środkowej (Copa Interclubes UNCAF): 4 miejsce w 2005

## Historia
Założony w 1962 roku klub Pérez Zeledón tylko raz otarł się o mistrzostwo kraju. Było to w sezonie 2004/2005, kiedy to po wygraniu turnieju Apertura w finale pierwszej ligi klub zmierzył się ze zwycięzcą turnieju Clausura klubem Alajuelense Alajuela.  Po porażce 1:3 u siebie i 0:1 na wyjeździe klub zadowolić się musiał tytułem wicemistrza Kostaryki. Królem strzelców sezonu został gracz klubu Pérez Zeledón - Ever Alfaro. Wyróżnili się także Ticos William Sunsing i Géiner Segura. Obecnie klub wciąż gra w pierwszej lidze (Primera División de Costa Rica).

## Aktualny skład
Stan z 15 sierpnia 2006 roku. 	 
| Nr | Kraj      | Zawodnik             | Pozycja   |
| -- | --------- | -------------------- | --------- |
|    | Kostaryka | Hanzell Cordero      | bramkarz  |
|    | Kostaryka | Dexter Lewis         | bramkarz  |
|    | Kostaryka | Walter Cordero       | obrońca   |
|    | Kostaryka | Roger Fallas         | obrońca   |
|    | Kolumbia  | John Jairo García    | obrońca   |
|    | Kostaryka | Josué Quesada        | obrońca   |
|    | Kostaryka | Freddy Fernández     | obrońca   |
| 6  | Kostaryka | Alexánder Calvo      | obrońca   |
| 3  | Kostaryka | Alexánder Madrigal   | obrońca   |
| 14 | Kostaryka | Luis Fernando Piñar  | obrońca   |
| 8  | Panama    | Luis Miguel Gallardo | obrońca   |
|    | Kostaryka | Raúl Fernández       | obrońca   |
|    | Kostaryka | Rigoberto Salas      | obrońca   |
|    | Kostaryka | Rodrigo Cordero      | pomocnik  |
| 16 | Kostaryka | Jesffy Valverde      | pomocnik  |
| 29 | Kolumbia  | Tirso Guio           | napastnik |
| 30 | Kostaryka | Johan Condega        | pomocnik  |
|    | Kostaryka | Jorge Gatgens        | pomocnik  |
|    | Kostaryka | Juan Diego Monge     | pomocnik  |
|    | Kostaryka | Elmir Castillo       | pomocnik  |
|    | Kostaryka | Anthony Calvo        | pomocnik  |
|    | Kostaryka | Luis Stewart Pérez   | pomocnik  |
|    | Kostaryka | Rándall Quesada      | pomocnik  |
|    | Kostaryka | Luis Venegas         | pomocnik  |
|    | Kostaryka | Diego Quesada        | napastnik |
| 23 | Kostaryka | Bill González        | napastnik |
| 5  | Kolumbia  | Luis Lara            | napastnik |
| 4  | Kolumbia  | Marcelino Renteria   | napastnik |
| 10 | Kostaryka | Windell Gabriels     | napastnik |